# Gaby Robert
Gabriel Robert, detto Gaby (Belcodène, 5 marzo 1920 – Hyères, 15 maggio 2003), è stato un calciatore e allenatore di calcio francese, di ruolo centrocampista.

## Carriera

### Club
Inizia la sua carriera professionistica all'Annecy nel 1945. Dopo appena un'annata viene ceduto al Racing Club de Paris, e successivamente all'Hyères. Militerà inoltre per un periodo quinquennale al Tolone, totalizzando 58 presenze e 15 reti in campionato.

### Nazionale
Fu selezionato dalla Nazionale olimpica francese per le Olimpiadi estive 1948, disputando in tutto due gare contro India e Gran Bretagna, che eliminerà la Francia battendola per 1-0. Tuttavia, Robert non ebbe mai modo di poter debuttare nella Nazionale maggiore.

### Allenatore
Quando firmò per l'Hyères, gli venne assegnato anche il ruolo da tecnico assieme a quello da giocatore. Successivamente lascerà definitivamente il club dopo 6 anni per poi poter ottenere lo stesso ruolo anche al Tolone, ovvero quello di giocatore-allenatore. Nel 1959 venne nominato come nuovo tecnico dell'Olympique Lione, sottoscrivendo un contratto biennale. Al termine del suo contratto, tornerà all'Hyères nelle vesti di tecnico. Nel 1966 ebbe l'occasione di allenare la Nazionale francese, debuttando nell'amichevole contro l'Italia. Dopo un'esperienza di quattro anni sulla panchina del Valenciennes, nel 1976 approderà sulla panchina della Nazionale francese olimpica in vista dei giochi estivi 1976. Durante questa competizione, la Francia verrà eliminata ai quarti di finale dalla Germania dell'Est. Tramite quest'ultima esperienza è divenuto l'unico a partecipare al Torneo Olimpico di calcio sia da giocatore che da allenatore.